# Albin Ekdal
Albin Ekdal (Estocolmo, 28 de julho de 1989) é um futebolista sueco que atua como volante. Atualmente, joga pelo Djurgården da Suécia.

## Carreira
Albin Ekdal fez parte do elenco da Seleção Sueca de Futebol da Eurocopa de 2016.